# Tricot (banda)
Tricot (トリコ, toriko, /θjˈtɹikoʊ/) (em japonês: トリコ, Hepburn: toriko, /ˈtrikoʊ/) é uma banda de rock japonesa de Quioto. A banda foi formada em 2010 pelo vocalista e guitarrista Ikumi "Ikkyu" Nakajima, o guitarrista Motoko "Motifour" Kida e o baixista Hiromi "Hirohiro" Sagane. São conhecidos por seus ritmos intrincados  e pela identidade visual ,  eles lançaram sete álbuns de estúdio. Seu estilo musical foi descrito pela  Rolling Stone como "rock matemático adrenalizado acelerado e com uma cobertura de doces Pop".